# لیام دیکینسون
لیام دیکینسون (انگلیسی: Liam Dickinson؛ زادهٔ ۴ اکتبر ۱۹۸۵) بازیکن فوتبال اهل بریتانیا است.
از باشگاه‌هایی که در آن بازی کرده‌است می‌توان به باشگاه فوتبال برافورد پارک آونیو، باشگاه فوتبال دربی کانتی، باشگاه فوتبال لیدز یونایتد، باشگاه فوتبال پیتربورو یونایتد، باشگاه فوتبال بارنزلی، باشگاه فوتبال استوک‌پورت کانتی، باشگاه فوتبال ایرلام، باشگاه فوتبال ساوتند یونایتد، باشگاه فوتبال بلکپول، باشگاه فوتبال روچدیل، باشگاه فوتبال استالی‌بریج سلتیک، باشگاه فوتبال پلیموث آرگیل، باشگاه فوتبال هادرزفیلد تاون، باشگاه فوتبال ترادفورد، باشگاه فوتبال برایتون اند هوو آلبیون، باشگاه فوتبال والسال، و باشگاه فوتبال گایزلی اشاره کرد.